# Petasites saxatilis
Petasites saxatilis là một loài thực vật có hoa trong họ Cúc. Loài này được (Turcz.) Kom. miêu tả khoa học đầu tiên năm 1907.